# Omenuke Mfulu
Omenuke Mfulu (ur. 20 marca 1994 w Poissy) – piłkarz z Demokratycznej Republiki Konga grający na pozycji defensywnego pomocnika. Od 2021 jest zawodnikiem klubu UD Las Palmas.

## Kariera klubowa
Swoją karierę piłkarską Mfulu rozpoczął w klubie Lille OSC. W sezonie 2011/2012 zadebiutował w jego rezerwach. W 2013 roku przeszedł do Stade de Reims. Początkowo grał w rezerwach tego klubu, a w 2014 roku stał się również członkiem pierwszego zespołu. 22 listopada 2014 zadebiutował w nim w Ligue 1 w zrmeisowanym 0:0 wyjazdowym meczu z OGC Nice. W sezonie 2015/2016 spadł z Reims do Ligue 2.
Latem 2017 Mfulu przeszedł do trzecioligowego Red Star FC. Swój debiut w nim zaliczył 11 sierpnia 2017 w wygranym 2:1 wyjazdowym meczu z SO Cholet. W sezonie 2017/2018 awansował z Red Star do Ligue 2.
W 2019 roku Mfulu został zawodnikiem Elche CF. Swój debiut w nim w Segunda División zanotował 24 sierpnia 2019 w wygranym 2:1 wyjazdowym meczu z AD Alcorcón. Na koniec sezonu 2019/2020 wywalczył z Elche, dzięki barażom, awans do Primera División. W sezonie 2020/2021 spadł z Elche do Segunda Divsión.
W 2021 roku Mfulu został piłkarzem klubu UD Las Palmas. Zadebiutował w nim 11 września 2021 w zremisowanym 1:1 domowym spotkaniu z UD Ibiza. W sezonie 2022/2023 awansował z Las Palmas do Primera División.
| Sezon   | Klub             | Kraj      | Rozgrywki            | Mecze | Bramki |
| ------- | ---------------- | --------- | -------------------- | ----- | ------ |
| 2011/12 | Lille OSC B      | Francja   | CFA                  | 1     | 0      |
| 2012/13 | Lille OSC B      | Francja   | CFA                  | 2     | 0      |
| 2013/14 | Stade de Reims B | Francja   | CFA 2                | 26    | 0      |
| 2014/15 | Stade de Reims   | Francja   | Ligue 1              | 7     | 0      |
| 2015/16 | Stade de Reims B | Francja   | CFA 2                | 7     | 1      |
| 2015/16 | Stade de Reims   | Francja   | Ligue 1              | 13    | 0      |
| 2016/17 | Stade de Reims B | Francja   | CFA                  | 12    | 0      |
| 2017/18 | Red Star FC      | Francja   | Championnat National | 22    | 0      |
| 2018/19 | Red Star FC      | Francja   | Ligue 2              | 27    | 0      |
| 2019/20 | Elche CF         | Hiszpania | Segunda División     | 18    | 0      |
| 2020/21 | Elche CF         | Hiszpania | Primera División     | 20    | 0      |
| 2021/22 | UD Las Palmas    | Hiszpania | Segunda División     | 28    | 0      |
| 2022/23 | UD Las Palmas    | Hiszpania | Segunda División     | 30    | 0      |

## Kariera reprezentacyjna
W reprezentacji Demokratycznej Republiki Konga Mfulu zadebiutował 9 października 2020 roku w przegranym 0:1 towarzyskim meczu z Burkiną Faso, rozegranym w Al-Dżadidzie. W 2024 roku został powołany do kadry na Puchar Narodów Afryki 2023. W tym turnieju rozegrał dwa mecze: grupowy z Tanzanią (0:0) i o 3. miejsce z Południową Afryką (0:0, k. 5:6)